# Guardia imperiale (Russia)
La Leib Guard (in russo Лейб-гвардия?, Lejb-gvardija), dal tedesco Leib "Corpo", informalmente guardia imperiale russa, era un gruppo di unità militari che fungevano da guardie personali dei sovrani di Russia.
Pietro il Grande fondò la prima di queste unità nel 1690, copiando l'usanza prussiana, nel tentativo di sostituire gli Strelizzi, fondando a questo scopo due reggimenti di fanteria: Semënovskij e Preobraženskij, che, istruiti dallo zar in persona, divennero presto le guardie più illustri, prendendo poi parte alle "rivoluzioni di palazzo" delle imperatrici Elisabetta I e Caterina II.

## Storia

### Origini
La Guardia Imperiale Russa venne creata per volontà di Pietro I il Grande nel 1683 onde sostituire le inaffidabili e antiquate truppe degli Strelizzi. Questi ultimi erano stati il fulcro delle forze armate russe fin dai tempi di Ivan IV, tuttavia nel corso dei decenni erano diventati un corpo inefficiente e corrotto e ciò, similmente a quanto accadeva con la Guarda Pretoriana nell'Antica Roma e con i Giannizzeri nell'Impero Ottomano, era stato all'origine di molti disordini all'interno dello Zarato, poiché qualunque fazione della corte fosse stata in grado di portare gli Strelizzi dalla propria parte avrebbe automaticamente controllato lo Zar.
Lo stesso Pietro da fanciullo era rimasto traumatizzato dalla Prima rivolta degli Strelizzi del 1682 (durante la quale i soldati del corpo fecero irruzione nel Cremlino e compirono una vera e propria strage di nobili e parenti di sua madre), così fin dal 1683, dopo che lui e sua madre si trasferirono nella località di Preobraženskoe, cominciò ad formare un proprio "esercito giocattolo", addestrato e armato sul modello occidentale, arruolando tra le sue file i propri compagni di giochi e i figli di servitori e amici di famiglia. Fu da questo primo nucleo di ragazzi soldato che si formarono il Reggimento Preobraženskij, il quale è a tutt'oggi il più antico reparto dell'Esercito Russo ancora in servizio attivo, e il Reggimento Semënovskije, dai quale si sarebbe sviluppata quella che poi fu conosciuta come la Guardia Imperiale propriamente detta.
Dopo la Seconda rivolta degli Strelizzi del 1698, soffocata nel sangue dallo zar Pietro, il corpo degli Strelizzi fu definitivamente sciolto e le sue funzioni vennero totalmente assunte dalla Leib-Guard.

### Il '700; i "colpi di palazzo" e le guerre napoleoniche
Le truppe della Guardia Imperiale dettero un contributo determinante al consolidamento dell'Impero durante il regno di Pietro I, partecipando a tutte le guerre intraprese dall'Imperatore come la Grande guerra del Nord contro gli Svedesi, che impegnò l'Impero russo per oltre vent'anni e sancì infine la sua supremazia sul Baltico. 
Dopo la morte dell'Imperatore la Guardia fu coinvolta in quello che viene ricordato come il periodo dei "colpi di palazzo": nel 1725, dopo la morte dello Zar che non aveva indicato un successore, i reggimenti della guardia si sollevarono e posero sul trono Caterina I, seconda moglie di Pietro, la quale regnò come imperatrice per i successivi due anni, per poi essere succeduta da Pietro II. Durante il regno di Caterina fu aggregato alla Guardia Imperiale anche un reggimento di Guardie a Cavallo noto come Kavallergard, oltre a essere creato il Reggimento della Guardia di Mosca, composto principalmente da soldati e ufficiali ritenuti inadeguati a servire negli altri reggimenti della guardia.
La Guardia Imperiale fu nuovamente coinvolta in un "colpo di palazzo" a seguito della morte dell'Imperatrice Anna, figlia del fratellastro di Pietro Ivan V, nel 1741 aiutando la figlia di Pietro, Elisabetta, a esautorare dal trono il cugino minorenne Ivan VI, il quale venne rinchiuso in una fortezza per i successivi 20 anni, e a incoronarla imperatrice con il nome di Elisabetta I di Russia.
Vent'anni dopo, nel 1762, la Guardia Imperiale prese parte ad un nuovo intrigo di Palazzo ordito dalla moglie di Pietro III, successore di Elisabetta e nipote di Pietro I, che costrinse lo Zar, divenuto particolarmente impopolare nell'esercito a causa della conclusione sfavorevole della Guerra dei Sette Anni e dei suoi sentimenti filo-prussiani, ad abdicare in favore della moglie, la quale ascese al trono con il nome di Caterina II, mentre Pietro fu rinchiuso in una fortezza dove morì una settimana dopo.
La Guardia Imperiale fu coinvolta anche nella congiura che portò alla morte dello zar Paolo I, figlio di Pietro III e Caterina, e all'elevazione al trono di suo figlio Alessandro I: Paolo infatti, in odio alla madre e con l'intenzione di vendicare il padre, una volta salito al trono aveva avviato un processo di epurazione nei ranghi della Guardia Imperiale di tutti quegli ufficiali che avevano aiutato la madre a salire al trono e portato alla morte di suo padre (oltre ad eliminare uffici e cariche inutili che venivano utilizzate semplicemente come prebende da parte di nobili per parassitare le casse dello Stato), attirandosi con ciò l'ostilità di molti alti ufficiali che già mal sopportavano le sue riforme in ambito militare. Questi organizzarono dunque un "colpo di palazzo" (il quarto in meno di ottant'anni) che il 23 marzo 1801 portò alla morte dello Zar (ucciso con una sciarpa nella sua camera da letto) e all'incoronazione di suo figlio Alessandro I.
A causa delle congiure che la ebbero protagonista nel corso del XVIII secolo, la Guardia Imperiale aveva perso la propria reputazione di unità da combattimento, assumendo la fama che né più né meno avevano avuto gli Strelizzi un secolo prima, di truppe inaffidabili e dedite all'intrigo. Tuttavia durante le guerre napoleoniche, e i conflitti combattuti durante il regno di Alessandro I in generale, la Guardia recuperò la propria reputazione, dando ottima prova di sé nei vari campi di battaglia che la videro coinvolta, anche se non sempre vittoriosa. A differenza della Guardia imperiale di Napoleone (la quale veniva impiegata in battaglia solo qualora la situazione si fosse rivelata critica) la Leib-Guard fu impiegata in tutte le battaglie contro i Francesi nella quale l'Impero Russo fu coinvolto, dimostrando grandi esempi di coraggio, altruismo e perseveranza anche di fronte a un nemico superiore: famose furono le cariche della cavalleria della Guardia durante la battaglia di Austerliz, la magnifica (anche se inutile) carica di fanteria durante la battaglia di Friedland, e l'eroica resistenza nelle vittoriose Borodino e Kulm. Alla fine delle guerre napoleoniche, grazie al quasi ininterrotto stato di belligeranza che li aveva visto impegnati per quasi quindici anni, i soldati della Guardia Imperiale Russa rappresentavano forse le forze di fanteria più organizzate e combattive d'Europa se non del mondo.

### La Rivolta dei Decabristi e la repressione
Nel Dicembre 1825, a seguito della confusione generata dalla morte dello Zar Alessandro I e alla quasi immediata abdicazione di suo fratello il Granduca Costantino, un gruppo di ufficiali liberali e progressisti della Guardia Imperiale, riuniti nella società Unione di Salvezza fondata nel 1816 da reduci delle Guerre Napoleoniche, tentarono un colpo di stato contro il nuovo Zar Nicola I, noto per le sue idee reazionarie, mobilitando circa 3.000 soldati della guardia e circondando il palazzo del Senato a San Pietroburgo, con l'intento di portare sul trono il Granduca Costantino, noto in Russia per le sue simpatie liberali (più presunte che reali), ed imporre una monarchia costituzionale in Russia, anche se alcuni dei capi più radicali avrebbero preferito addirittura giustiziare lo Zar e proclamare la Repubblica. Furono ore molto convulse in quanto diversi ufficiali e reparti della Guardia Imperiale (compresi i reparti della cavalleria) simpatizzavano in parte con i rivoltosi, ma dopo che questi uccisero il Generale Michail Andreevič Miloradovič, eroe delle guerre napoleoniche rimasto fedele allo Zar che aveva tentato di convincere i rivoltosi a tornare nelle caserme ed era molto popolare tra i soldati e gli ufficiali dell'esercito, i reparti ancora incerti della Guardia Imperiale si schierarono dalla parte di Nicola I e procedettero ad una durissima repressione dei rivoltosi decabristi, i quali vennero massacrati a colpi di artiglieria nella piazza del Senato di San Pietroburgo e quelli che vennero arrestati furono impiccati o condannati a durissime pene detentive in Siberia. Nel complesso durante la rivolta decabrista la Guardia Imperiale rimase comunque fedele allo Zar, permettendo dunque a Nicola I di operare una feroce repressione contro i movimenti liberali russi.

### Rivoluzione del 1905
Durante la rivoluzione del 1905 la Guardia Imperiale, assieme ai reparti Cosacchi, ebbe un ruolo di primo piano nella soppressione dei disordini che dilagarono nell'Impero russo nel corso dell'anno. I reparti del Reggimento Preobrazhensky e del Reggimento Semyonovski furono in prima linea nel soffocare nel sangue le dimostrazioni avvenute a San Pietroburgo (la tristemente nota Domenica di Sangue) e a Mosca (la meno conosciuta Rivolta di Mosca), causando migliaia di morti e feriti tra le file dei manifestanti. Nonostante la Guardia rimanesse il puntello del regime autocratico imperiale, si poterono osservare tuttavia le prime crepe all'interno del sistema di potere russo dell'epoca: nel giugno del 1906 infatti, un intero battaglione del Reggimento Preobrazhensky si ammutinò.

### Rivoluzione del 1917 e la Guerra civile russa
All'alba della Rivoluzione del 1917, le truppe della Guardia Imperiale Russa assommavano a circa 100.000 uomini concentrati per la maggior parte nella capitale San Pietroburgo. Si trattava principalmente di battaglioni di riserva, ed erano formati prevalentemente da un misto di nuove reclute e veterani dei reggimenti della Guardia che servivano al fronte. Sebbene i ranghi inferiori fossero ancora prevalentemente reclutati nei distretti rurali, sia le truppe sia il corpo ufficiali non erano più gli affidabili puntelli dell'autocrazia zarista che i loro predecessori avevano rappresentato negli anni precedenti. Il 90% degli ufficiali erano infatti dei richiamati di complemento, spesso totalmente digiuni di esperienza militare e in alcuni casi addirittura simpatizzanti con le idee liberali e la necessità di riforme politiche. Generalmente il morale delle truppe della Guardia stazionate a San Pietroburgo era basso, nonostante essi godessero ancora del prestigio e dei privilegi dati dal servire nei reggimenti storici.
Durante i primi giorni di disordini a San Pietroburgo, i soldati dei reggimenti Semyonovsky, Pavlovsky, e Volinsky obbedirono ai propri ufficiali e spararono sulla folla dei manifestanti, in quello che sembra un ripetersi dell'abortita Rivoluzione del 1905 soffocata nel sangue. Tuttavia a partire dal 27 febbraio la situazione andò fuori controllo, con oltre il 60% degli effettivi della Guardia Imperiale che disertarono passando con gli insorti, in alcuni casi uccidendo i propri ufficiali. A dispetto della storia di fedeltà alla monarchia mostrata nel corso dei decenni precedenti, i reparti dei reggimenti Pavlovsky, Semyonovsky e Moskovsky furono tra i primi ad unirsi ai rivoluzionari e a dare l'assalto ai palazzi del governo, segnando la fine del potere zarista.
Durante la Guerra civile russa si assistette ad una divisione tra coloro che avevano fatto parte della Guardia Imperiale: una parte si schierò con i bolscevichi entrando nell'Armata Rossa, mentre un'altra parte si unì all'Armata Bianca dei controrivoluzionari. Dopo la fine della guerra, le autorità dell'URSS perseguitarono gli ex membri della Guardia Imperiale (compresi coloro che avevano sostenuto la rivoluzione) ritenendoli pericolosi elementi e focolai controrivoluzionari. Coloro che non furono arrestati e deportati in Siberia furono costretti a lasciare il paese e a emigrare in paesi come la Francia, la Gran Bretagna o gli USA.

### L'eredità
L'eredità della Guardia Imperiale Russa in epoca sovietica, nelle funzioni, venne raccolta inizialmente dai reparti d'onore dell'NKVD, la cui organizzazione fornì alcuni reparti militari che avrebbero dovuto, oltre che garantire la sicurezza delle alte autorità del Partito, fungere da guardia d'onore durante le cerimonie ufficiali e i ricevimenti di rappresentanza per le autorità straniere. Nel 1979, su suggerimento dello Stato Maggiore delle Forze Armate, le autorità sovietiche crearono il 154° Reggimento del Comando Indipendente che assunse su di sé l'incarico di proteggere le autorità civili e militari dell'URSS e il ruolo di guardia d'onore durante le cerimonie ufficiali. Nel 1991, a seguito della caduta dell'URSS e alla formazione dell'attuale Federazione Russa, il reggimento ha mantenuto il suo ruolo di guardia d'onore.
Dal 2006 il 154° ha adottato una nuova alta uniforme per le cerimonie ufficiali che ricalca l'uniforme storica della Guardia Imperiale Russa: i soldati indossano infatti giacca e pantaloni verde scuro, uno shako nero, alti stivali neri, fascia e cintura bianca con spalline dorate a frange per gli ufficiali. Il loro armamento si compone di una Carabina SKS per la truppa e sciabola da fanteria per gli ufficiali. 
Nel 2013 il Presidente Vladimir Putin, con un decreto presidenziale, ha istituito ufficialmente la Guardia del Cremlino come nuovo corpo addetto alla sicurezza del Presidente della Federazione Russa e delle alte autorità del paese, oltre che a servire come guardia d'onore durante le cerimonie ufficiali. All'interno di questa nuova unità della Guardia è confluito il 154° Reggimento CI, che ha assunto la denominazione ufficiale di 154º Reggimento del Comando Indipendente Preobrazhensky, e per l'occasione è stato creato un nuovo reparto con la denominazione di 1º Reggimento fucilieri autonomo "Semënovskij". Come è facile notare dai nomi che ricalcano quelli dei primi reparti creati al tempo di Pietro I il Grande, questi reparti vogliono rappresentare una continuità ideale tra la storia della Russia Imperiale e quella attuale.

## Selezione e reclutamento
A partire dal XVIII secolo fino alla sua abolizione, le reclute delle truppe della Guardia venivano selezionate tra i coscritti che venivano richiamati ogni anno. In tempo di pace il criterio di selezione prevalente era generalmente volto a privilegiare più l'aspetto fisico delle reclute che la loro effettiva capacità, come l'altezza, il colore dei capelli, degli occhi etc. Lo scopo principale era quello di migliorare l'aspetto dei reggimenti in grande uniforme durante le frequenti parate. Per fare un esempio, il Reggimento Semyonovsky della Guardia era caratterizzato dal fatto di scegliere i propri soldati tra le reclute più alte (tanto che i membri del corpo erano i più alti di tutta la Guardia Imperiale) e i capelli castano chiaro rasati.

## Organizzazione
Nel 1914, all'alba della Prima Guerra Mondiale, l'organizzazione della Guardia Imperiale Russa era la seguente
Corpi della Guardia, nel distretto militare di San Pietroburgo con Quartier Generale a San Pietroburgo nel quartiere di Millionaya
- Prima Divisione di Fanteria della Guardia, Quartier Generale a San Pietroburgo, Fontanka
- 1a Brigata: Reggimento della Guardia Preobrazhensky, Reggimento della Guardia Semyonovsky

- 2a Brigata: Reggimento della Guardia Izmailovsky, Reggimento della Guardia Egersky

- 1a Brigata di Artiglieria della Guardia

- Divisione di fanteria delle 2 guardie. Sede centrale, St. Pietroburgo, Fontanka
  - 1a brigata: Reggimento delle guardie di vita di Mosca, Reggimento delle guardie di vita dei granatieri
  - 2a brigata: Reggimento delle guardie di vita di Pavlovsky, Reggimento delle guardie di vita di Finliandsky
  - 2a Brigata di artiglieria salvagente
- Divisione di fanteria delle 3 guardie. Sede centrale, Varsavia.
  - 1a brigata: Reggimento lituano per guardie di vita [ru], Reggimento Kexgolmsky delle guardie di vita dell'Imperatore d'Austria
  - 2a brigata: re Frederick-William III's Life-Guards St.-Petersburg / Petrograd Regiment, Reggimento di guardie di vita Volinsky
  - 3a brigata di artiglieria salvagente
- 2a divisione di fanteria
- Brigata di cavalleria delle guardie separate: Lancieri di sua maestà, Ussari di Grodno
- 3a batteria di artiglieria per cavalli per guardie di vita
- 23 ° battaglione di artiglieria Howitzer
- 9 ° battaglione Zappatori

- 1a divisione di cavalleria delle guardie. Sede centrale, St. Pietroburgo, Fontanka
  - 1a brigata: Il reggimento di guardia cavaliere della sua sovrana maestà dell'imperatrice Maria Teodorovna, Reggimento di cavalli della guardia di vita
  - 2a brigata: reggimento di corazzieri per le guardie di vita di Sua Maestà, il reggimento di corazziere per le guardie di vita di Sua Maestà l'imperatrice Maria Teodorovna
  - 3a brigata: reggimento cosacco di guardie di vita di Sua Maestà, sua altezza imperiale l'erede sovrano e il reggimento ataman di guardie di vita di Tsesarevich, reggimento cosacco combinato di guardie di vita, 1a Sotnia urale di Sua Maestà, 2a Sotnia di Orenburg, 3a Sotnia combinata, 4a Amur Sotnia
  - 1a divisione di guardie di vita Brigata di artiglieria per cavalli
- 2a divisione di cavalleria delle guardie. Sede centrale, St. Pietroburgo, Fontanka
  - 1a brigata: reggimento cavallo-granatiere di guardie di vita, reggimento lanciatore di guardie di vita di Sua Maestà l'imperatrice Alexandra Theodorovna
  - 2a brigata: reggimento dragone guardie di vita, Reggimento ussaro delle guardie di vita di Sua Maestà,
  - 2a divisione di guardie di vita Brigata di artiglieria per cavalli
- Brigata Fucilieri Guardie. Sede centrale, St. Pietroburgo, Fontanka
  - Guardie di vita 1 ° reggimento di fucili di Sua Maestà
  - Life-Guards 2 ° reggimento di fucili Tsarskoe-Selo
  - Guardie di vita 3 ° reggimento di fucili di Sua Maestà
  - Guardie di vita 4 ° Reggimento del fucile della famiglia imperiale
  - Battaglione di artiglieria da fucile delle guardie
- Guardie di vita Artiglieria a cavallo
- Guardie Howitzer Artillery Battalion
- Battaglione Sapper salvaguardie
- Guards Aviation Company

Unità di guardia della subordinazione diretta dal 1917:
- Compagnia Granatieri di Palazzo
- Reggimento di cavalleria sostitutiva delle guardie
- Guardie Field Gendarme Squadron
- Escort cosacco di sua maestà
- Reggimento ferroviario di Sua Maestà

Inoltre i seguenti facevano parte del 23rd Army Corps, Distretto militare di Varsavia. quartier generale, Varsavia, Polonia.
- Divisione di fanteria delle 3 guardie. Sede centrale, Varsavia
  - Divisione HQ
  - 1a brigata: guardie di vita Reggimento della Lituania, imperatore delle guardie di vita austriache Reggimento di Kexholm
  - 2a brigata: reggimento di guardie di vita di San Pietroburgo del re Federico Guglielmo III, reggimento di guardie di vita di Volynski
  - 3a brigata di artiglieria salvagente
- Brigata di cavalleria delle guardie indipendenti
- 3a batteria di artiglieria a cavallo della guardia